# Jesús García Burillo
Jesús García Burillo (Alfamén, Espanha, 28 de maio de 1942) é um clérigo espanhol e bispo católico romano emérito de Ávila.
Jesús García Burillo recebeu o Sacramento da Ordem pela Arquidiocese de Valladolid em 25 de julho de 1971. Em 1975 García Burillo foi incardinado no clero da Arquidiocese de Madrid. Em 1977 recebeu seu doutorado em Exegese Bíblica pela Pontifícia Universidade de Comillas.
Em 19 de junho de 1998, o Papa João Paulo II o nomeou bispo titular de Basti e o nomeou bispo auxiliar de Orihuela-Alicante. O Bispo de Orihuela-Alicante, Victorio Oliver Domingo, o consagrou em 19 de setembro do mesmo ano; Os co-consagradores foram o Arcebispo de Madri, Antonio María Cardeal Rouco Varela, e o Arcebispo de Valência, Agustín García-Gasco Vicente. Em 9 de janeiro de 2003, João Paulo II o nomeou Bispo de Ávila. A posse ocorreu em 23 de fevereiro do mesmo ano.
Em 6 de novembro de 2018, o Papa Francisco aceitou a renúncia de Jesús García Burillo por motivos de idade.
De 16 de janeiro de 2019 a 8 de janeiro de 2022, García Burillo atuou como Administrador Apostólico da Diocese Vaga de Ciudad Rodrigo.